# Жюльен, Марсель Бернар
Марсель Бернар Жюльен (фр. Marcel Bernard Jullien; 2 февраля 1798, Париж — 1881) — французский лингвист и педагог-методист.
Окончил коллеж в Версале, преподавал в различных местах, с 1831 года руководил коллежем в Дьепе и наконец в 1835 году окончательно обосновался в Париже.
Ещё в 1824 году опубликовал брошюру «Наблюдения над французским спряжением» (фр. Observations sur la conjugaison française). В 1843—1850 годах редактировал «Обозрение общественного образования» (фр. Revue de l'instruction publique). Был одним из главных помощников Эмиля Литтре в работе последнего над фундаментальным «Словарём французского языка» (1863—1872). Автор множества учебных и методических пособий по грамматике французского языка. Опубликовал также «Историю французской литературы эпохи Империи» (фр. Histoire de la littérature française à l'époque impériale; 1844). Ряд трудов Жюльена были также связаны с музыкой; из них имеют наибольшее значение познавательная работа «Из очерка об инструментальной музыке в пансионах для девочек» (фр. De l'étude de la musique instrumentale dans les pensions des demoiselles; 1848) и капитальная монография «О нескольких положениях наук древности: физика, метрика, музыка» (фр. De quelques points des sciences dans l'antiquité: physique, métrique, musique; 1854), содержащая, в частности, рассуждение о превосходстве современной французской песни над древней.